# Юражини
Юражини (хорв. Jurazini) — населений пункт у Хорватії, в Істрійській жупанії у складі громади Света Неделя.

## Населення
Населення за даними перепису 2011 року становило 90 осіб.
Динаміка чисельності населення поселення:

## Клімат
Середня річна температура становить 13,05 °C, середня максимальна – 26,24 °C, а середня мінімальна – -0,41 °C. Середня річна кількість опадів – 1077 мм.
| Клімат поселення                              | Клімат поселення | Клімат поселення | Клімат поселення | Клімат поселення | Клімат поселення | Клімат поселення | Клімат поселення | Клімат поселення | Клімат поселення | Клімат поселення | Клімат поселення | Клімат поселення | Клімат поселення |
| Показник                                      | Січ.             | Лют.             | Бер.             | Квіт.            | Трав.            | Черв.            | Лип.             | Серп.            | Вер.             | Жовт.            | Лист.            | Груд.            |                  |
| Середній максимум, °C                         | 9,60             | 10,04            | 12,88            | 16,18            | 21,32            | 25,54            | 26,24            | 25,76            | 21,22            | 16,69            | 11,90            | 9,13             |                  |
| Середня температура, °C                       | 4,60             | 5,03             | 7,90             | 11,19            | 16,32            | 20,54            | 22,91            | 22,45            | 17,88            | 13,36            | 8,59             | 5,80             |                  |
| Середній мінімум, °C                          | −0,41            | 0,03             | 2,88             | 6,18             | 11,32            | 15,53            | 19,59            | 19,14            | 14,55            | 10,05            | 5,27             | 2,48             |                  |
| Норма опадів, мм                              | 85               | 70               | 79               | 84               | 71               | 85               | 59               | 84               | 98               | 126              | 132              | 104              |                  |
| Середньомісячна швидкість вітру, м/с          | 2.60             | 2.83             | 2.92             | 2.82             | 2.54             | 2.44             | 2.39             | 2.40             | 2.47             | 2.71             | 2.90             | 2.82             |                  |
| Середньомісячна сонячна радіація, кДж/м²·день | 4545             | 7373             | 10661            | 15105            | 19454            | 21017            | 22024            | 19159            | 14086            | 9098             | 4978             | 3845             |                  |
| --------------------------------------------- | ---------------- | ---------------- | ---------------- | ---------------- | ---------------- | ---------------- | ---------------- | ---------------- | ---------------- | ---------------- | ---------------- | ---------------- | ---------------- |
| Джерело:                                      |                  |                  |                  |                  |                  |                  |                  |                  |                  |                  |                  |                  |                  |